# بيت علبة، جحانة

تعديل مصدري - تعديل

بيت علبة هي إحدى قرى الجمهورية اليمنية. تتبع إداريًا لمديرية جحانة في محافظة صنعاء. بلغ تعداد سكانها 223 نسمة حسب إحصائيات عام 2004.